# سوزان باول (عارضة)
سوزان باول (بالإنجليزية: Susan Powell)‏ هي عارضة أمريكية، ولدت في 24 مارس 1959 في إلك سيتي في الولايات المتحدة.

## وصلات خارجية
- سوزان باول على موقع IMDb (الإنجليزية)